# Linyphia limbata
Linyphia limbata är en spindelart som först beskrevs av F. O. Pickard-Cambridge 1902.  Linyphia limbata ingår i släktet Linyphia och familjen täckvävarspindlar. Inga underarter finns listade i Catalogue of Life.